# Il gioco della Mille Miglia
Il gioco della Mille Miglia (1000 bornes) è un gioco di carte ispirato al tema di una competizione automobilistica creato nel 1954 dal francese Edmond Dujardin, editore di materiale per autoscuole, che utilizza un mazzo di 106 carte dedicato. In Italia il gioco è stato pubblicato dalla Giochiclub nel 1975.
Il nome è ispirato dalla lunghezza della Route Nazionale 7 francese che collega Parigi a Mentone che è pressappoco di 1000 km (997 per l'esattezza) e alle bornes, ossia le pietre miliari che in Francia indicano i chilometri.

## Descrizione
Il gioco è costituito da un mazzo di 106 carte apposite. Queste si distinguono in quattro gruppi:
- Le carte di punteggio "Étapes" rappresentanti la distanza percorsa da ogni giocatore. Si dividono a loro volta in 5 tipi dal diverso valore (metaforicamente rappresentato da una pietra miliare e, se previsto, da un animale).
  - 10 carte da 25 km (l'animale rappresentato è una chiocciola).
  - 10 carte da 50 km (l'animale è un'oca).
  - 10 carte da 75 km (farfalla).
  - 12 carte da 100 km (lepre).
  - 4 carte da 200 km (rondine).
- Gli "Attaques": carte di ostacolo che ciascun giocatore può rivolgere agli altri. Anche gli attaques sono di 5 diversi tipi
  - 5 carte "Stop" (rappresentate da un semaforo sul rosso).
  - 4 carte "Limite de vitesse" (rappresentate da un limite di velocità di 50 km).
  - 3 carte "Panne d'essence" (mancanza di carburante).
  - 3 carte "Crevé!" (foratura).
  - 3 carte "Accident" (incidente).
- Le "Parades" che annullano gli attaques. Per ciascun particolare attaque vi è una corrispondente parade.
  - 14 carte "Roulez" (semaforo verde).
  - 6 carte "Fin de limite de vitesse" (fine limite di velocità).
  - 6 carte "Essence" (carburante).
  - 6 carte "Roue de secours" (ruota di scorta).
  - 6 carte "Réparations" (riparazioni).
- I "Bottes" sono 4 carte con funzione speciale.
  - "Véhicule prioritaire" (veicolo con precedenza, nella carta un'autopompa).
  - "Citerne d'essenza" (per l'appunto nella carta è rappresentata un'autocisterna).
  - "Increvable" (inforabile).
  - "As du volant" (asso del volante).

Come le parades, anche le bottes respingono gli attaques degli avversari, ma il loro utilizzo conferisce, oltre a punti supplementari, un'immunità permanente rispetto ad attaques dello stesso tipo.

## Svolgimento del gioco
Al gioco possono partecipare due, tre, quattro (a squadre) e sei giocatori. Il regolamento è principalmente basato per il gioco a squadre di due, sembra da escludersi (salvo varianti personali) il gioco a cinque.
Il gioco è a punti: vince la squadra che raggiunge per primo il punteggio prefissato, da regolamento 5000 punti. A tal fine possono effettuarsi più partite. Ciascuna partita termina quando una squadra (o un giocatore) pone sul tavolo "bornes" per un totale di 1000 km, tale limite non deve essere superato perciò non possono utilizzarsi "bornes" che possano far superare il limite.
Mescolato il mazzo ad ogni giocatore devono essere distribuite 6 carte, le rimanenti vengono poste nello scomparto di presa del sabot. A turno ogni giocatore prende una carta e procede al gioco. È obbligatorio giocare una carta comunque, se non si può fare un'azione valida il concorrente è tenuto a scartare una carta da quelle in suo possesso
Per cominciare il primo giocatore deve calare una carta Roulez (semaforo verde). In mancanza deve passare il turno al giocatore dell'altra squadra, ma se dispone di una carta bottes può calarla e in tal caso pescare nuovamente dal mazzo coperto sperando di trovare un Roulez. Egli può attaccare gli avversari solo con la carta "limite de vitesse", anche se questi non hanno ancora giocato.
Una volta che il giocatore ha posto in tavola un semaforo verde, al turno successivo può iniziare a calare i punti "bornes", tuttavia per i punti da 200 c'è un limite di non più di due carte.
Una volta che una squadra ha calato una carta Roulez l'altra può comunque attaccarla con qualunque "attaques". Le carte "attaques" possono essere neutralizzate giocando, al proprio turno, la carta "parades" corrispondente e al successivo turno (a meno di non subire altri attaques) una carta "Roulez". Fino a quel momento non potranno essere adoperate le carte punti "bornes". La carta "Limite de vitesse" impedisce di giocare le carte superiori a 50 km (ossia possono utilizzarsi solo quelle da 25 e 50) fino a che non venga annullata da una carta "fin de limite de vitesse", quindi in questo caso dopo la parade non occorre la carta Roulez.
Se alla fine della partita nessun concorrente arriva ai 1000 km, si calcolano comunque i punteggi accumulati dai giocatori.